# Fachinformationszentrum der Bundeswehr
Das Fachinformationszentrum der Bundeswehr (FIZBw) in Bonn, eine Gruppe der Abteilung Fachaufgaben Bundeswehr im Streitkräfteamt, ist eine militärwissenschaftliche Spezialbibliothek.

## Auftrag
Das Fachinformationszentrum der Bundeswehr hat den Auftrag, Fachinformation, Fachliteratur (z. B. Bücher, Aufsätze, Studien- und Forschungsberichte) sowie andere Fachmedien zu ermitteln, auszuwählen, zu erwerben, zu erschließen, zu vermitteln und bereitzustellen. Seine Zielgruppen sind Angehörige der Bundeswehr an Dienststellen ohne eine eigene Fachinformationseinrichtung/Bibliothek sowie andere berechtigte Institutionen und Nutzer. Privatpersonen können das FIZBw nur mit Einschränkungen nutzen (z. B. über die Fernleihe im Deutschen Leihverkehr <Leihverkehrssigel 1073>).
Das FIZBw ist außerdem die zentrale Einrichtung der Fachinformationsunterstützung der Bundeswehr (FachInfoUstgBw), eines Verbunds von Bundeswehr-Spezialbibliotheken mit ca. 55 Fachinformationsstellen und Fachbüchereien. Dieser 1994 als Fachinformationswesen der Bundeswehr (FIWBw) gegründete Verbund  firmiert seit dem 27. Mai 2010 unter dem Namen FachInfoUstgBw.

## Geschichte
Das FIZBw wurde im Jahre 1963 als „Dokumentationszentrum der Bundeswehr (DOKZENTBw)“, Herzstück des ehemaligen Dokumentationswesens der Bundeswehr, eingerichtet und 1988 in „Dokumentations- und Fachinformationszentrum der Bundeswehr (DOKFIZBw)“ umbenannt.  Im Zuge der 1994 erfolgten Fusion von Bibliothekswesen und Dokumentationswesen der Bundeswehr zum FIWBw erhielt es seinen jetzigen Namen und das o. g. erweiterte Aufgabenspektrum, nun eingegliedert in das Streitkräfteamt.